# Castillo de Karlštejn

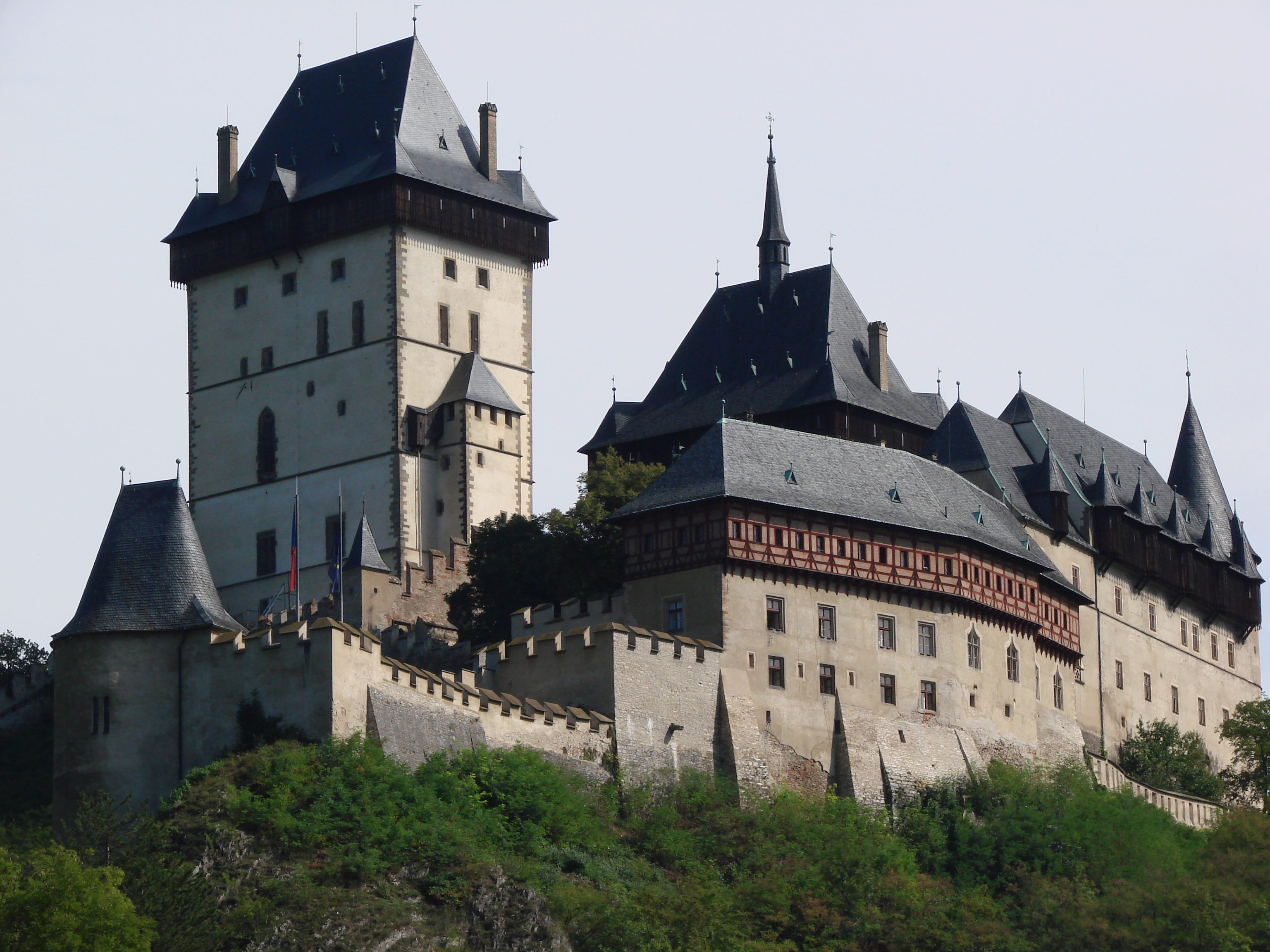
Castillo de Karlštejn.

El castillo de Karlštejn (en alemán: Burg Karlstein; en checo: Hrad Karlštejn) es un castillo gótico  construido en 1348  por encargo de Carlos IV, emperador del Sacro Imperio Romano Germánico y rey de Bohemia.
La fortaleza, que albergaba los tesoros reales, se halla en la localidad de Karlštejn, a 30 km de Praga, en la República Checa, y en la actualidad es un destino turístico muy visitado en Chequia. A partir de 2019, fue el quinto castillo más visitado con más de 200.000 visitantes por año.

## Historia

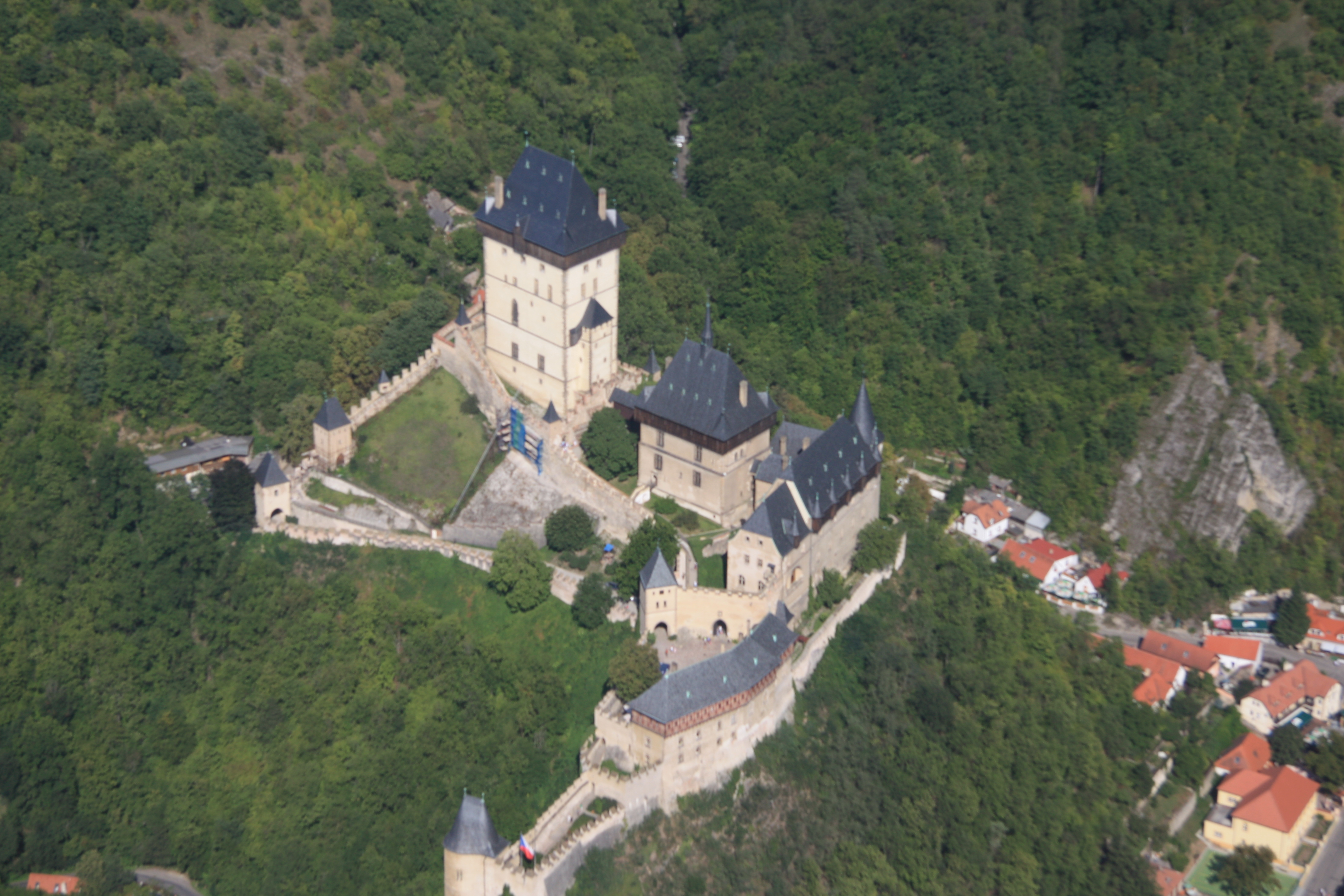
Vista aérea.

Se desconoce la autoría de la obra, aunque algunos estudiosos la atribuyen a Matías de Arrás, quien en cualquier caso moriría antes de que terminaran las obras. Se cree que la dirección de las mismas estuvo a cargo del noble local "Vitus de Bítov", ayudado en la parte técnica por autores desconocidos. Las obras duraron 17 años, finalizando en 1365 con la consagración de la "Capilla de la Santa Cruz", ubicada bajo la torre principal.
En 1421, con motivo de las guerras husitas, los tesoros reales fueron trasladados temporalmente a Núremberg, regresando tiempo después. En 1480 se realizaron reformas en estilo gótico tardío, y siete años después la torre principal sufrió un incendio. A finales del siglo XVI se llevaron a cabo nuevas reformas, esta vez en estilo renacentista. En 1619, durante la guerra de los Treinta Años los terosos reales fueron trasladados finalmente a Praga. Un año después, en 1620, el castillo pasó a manos de Fernando II de Habsburgo, y en 1648 fue conquistado por los suecos, siendo luego abandonado. En 1755 en el momento de fundar la emperatriz María Teresa la Institución de Damas Nobles del Castillo de Praga, asignó a esta las rentas y bienes del señorío de Karlštejn. Entre 1887 y 1899, el arquitecto Josef Mocker lo restaura en estilo neogótico, ofreciendo su aspecto actual.